# Jagdpanzer IV/70 (A)
Jagdpanzer IV/70 (A) (Sd.Kfz.162/1) – niemiecki niszczyciel czołgów z okresu II wojny światowej. Powstała jako nowa, zmodyfikowana, zaprojektowana przez firmę Alkett, wersja pojazdu Jagdpanzer IV.

## Historia
W 1944 r. Heeres Wafenamt już od pewnego czasu domagał się zamontowania mocniejszego działa 7,5 cm PaK 42 L/70 na pojeździe, który miał spełniać rolę niszczyciela czołgów. Przedsiębiorstwa Alkett i Vomag otrzymały w czerwcu 1944 r. zadanie zamontowania tego działa na Jagdpanzerze IV. Wcześniej Alkett dołożył wielu starań, aby sprawdzić, czy da się zamontować armatę 7,5 cm KwK 42 L/70 w wieży czołgu Panzerkampfwagen IV. Ponieważ konstrukcja ta była z wielu względów niepraktyczna, zrezygnowano z niej. Zdecydowano się użyć nadbudowy Jagdpanzera IV projektu firmy Vomag na podwoziach Pz.Kpfw. IV produkowanych w firmie Alkett. Jednak podwozie Panzer IV było zaprojektowane ze zbiornikiem paliwa zamontowanym pod wieżą. Jeśli zabudowanoby nadbudowę niszczyciela bezpośrednio na kadłub, zbiornik paliwa blokowałby możliwość podnoszenia lufy. Ponieważ za wszelką cenę chciano uniknąć opóźnień, przy modyfikacjach podwozia zdecydowano montować nadbudowę na podwyższeniu o wysokości 38 cm. Produkcji nowych pojazdów podjęły się zakłady Nibelungenwerk w Austrii w sierpniu 1944 roku. Do momentu zakończenia produkcji w marcu 1945 r. wyprodukowano 278 takich maszyn.